# Angelot
Angelot is de verzamelnaam voor een aantal in Normandië geproduceerde kazen, zoals de Livarot, de Pont-l'Évêque en de Neufchâtel.
Hij wordt genoemd in het boek van Guillaume de Lorris: Roman de la Rose (1237).
De angelot (l'angelot) dankt zijn naam aan de regio, de Pays d'Auge.